# بوسه زندگی (فیلم)
بوسه زندگی فیلمیست به کارگردانی امیلی یانگ محصول مشترک انگلستان و فرانسه که در سال ۲۰۰۴ عرضه شد.و در سینماهای هلند و انگلیس به نمایش درآمد.

## داستان
داستان فیلم درباره زنی به نام هلن است که همراه پدر و فرزندانش در لندن زندگی می کند. همسر او امدادگری است که در اروپای شرقی مشغول کار است. هلن ماه هاست که از جرج همسرش بی خبر است. اما امید دارد که او روزی برگردد. هلن یک روز با ماشین تصادف می‌کند و در حالی بین مرگ و زندگی قرار می‌گیرد. کیلومترها دورتر جرج از همسرش بی اطلاع است و هلن نیز از مرگ خود بی اطلاع است و این آغاز سفر چهار روزه هلن در اودیسه است